# Associazione Calcio Reggiana 1988-1989
Questa voce raccoglie le informazioni riguardanti l'Associazione Calcio Reggiana nelle competizioni ufficiali della stagione 1988-1989.

## La stagione
Nella stagione 1988-1989 il gruppo Sacchetti (coop-privati) installa Ermete Fiaccadori, cooperatore, alla presidenza della Reggiana. Dopo l'addio di Nardino Previdi, Renzo Corni è il nuovo diesse. A Reggio Emilia torna il portiere Nico Facciolo che in stagione subisce solo 14 reti e arriva il giovane centravanti Andrea Silenzi che segna 14 reti, entrambi arrivano dall'Arezzo.
Via Maurizio Neri che passa all'Ancona, arrivano dalla squadra marchigiana l'esterno d'attacco Salvo Fulvio D'Adderio e il mediano Stefano Guerra, che si infortuna gravemente nelle prime giornate del campionato. Torna l'attaccante Mauro Rabitti dal Fano, dal Forlì arriva il centrocampista Giorgio Zamuner, dalla Fiorentina il terzino Stefano Daniel, dalla Centese giunge l'esterno Massimo Ginelli. Il nuovo allenatore è Pippo Marchioro che a Reggio Emilia apre un'epoca con il suo marchio.
Il Mirabello si avvale dal mese di novembre, della nuova e ampia tribuna in cemento, capace di 4.400 posti a sedere e numerati. La Reggiana dopo un avvio incerto, inizia a vincere. Nel ritorno, da marzo, è una cavalcata di vittorie. Zamuner regala il successo di Trieste del 25 marzo 1989 e dopo il (3-0) con lo Spezia al Mirabello si comincia a fare calcoli. Ma la matematica promozione in Serie B arriva solo all'ultima giornata col (2-0) sul Prato, nello scontro decisivo che si disputa al Mirabello il 4 giugno del 1989, e che segue la sconfitta di Modena, dinnanzi a quasi 17.000 persone. È festa in tutta la città. Con i granata primi con 46 punti, sale tra i cadetti la Triestina, seconda con 44 punti, Prato e Spezia restano al palo.

## Divise e sponsor
| Casa | Trasferta |

## Rosa
| N. |                   | Ruolo | Calciatore             |
| -- | ----------------- | ----- | ---------------------- |
|    | Italia (bandiera) | P     | Alessandro Cesaretti   |
|    | Italia (bandiera) | D     | Carlo Cornacchia       |
|    | Italia (bandiera) | A     | Salvo Fulvio D'Adderio |
|    | Italia (bandiera) | D     | Stefano Daniel         |
|    | Italia (bandiera) | C     | Stefano De Agostini    |
|    | Italia (bandiera) | C     | Walter De Vecchi       |
|    | Italia (bandiera) | C     | Loris Dominissini      |
|    | Italia (bandiera) | P     | Nico Facciolo          |
|    | Italia (bandiera) | C     | Giacomo Ferretti       |
|    | Italia (bandiera) | C     | Augusto Gabriele       |

| N. |                   | Ruolo | Calciatore          |
| -- | ----------------- | ----- | ------------------- |
|    | Italia (bandiera) | A     | Massimo Ginelli     |
|    | Italia (bandiera) | D     | Stefano Guerra      |
|    | Italia (bandiera) | D     | Salvatore Polverino |
|    | Italia (bandiera) | A     | Luca Rivi           |
|    | Italia (bandiera) | A     | Mauro Rabitti       |
|    | Italia (bandiera) | A     | Andrea Silenzi      |
|    | Italia (bandiera) | A     | Andrea Tedeschi     |
|    | Italia (bandiera) | C     | Daniele Tacconi     |
|    | Italia (bandiera) | C     | Giorgio Zamuner     |
|    | Italia (bandiera) | D     | Michele Zanutta     |

## Risultati

### Serie C1

#### Girone di andata
| Arbitro: | Brignoccoli (Ancona) |

|               |           |                 |
| D'Adderio 37’ | Marcatori | 60’ Cornacchini |

| Arbitro: | Bencivenga (Torino) |

|                                 |           |           |
| Gabriele 45’ (rig.) Zamuner 85’ | Marcatori | 26’ Libro |

| Arbitro: | Capovilla (Carrara) |

|  |           |                                               |
|  | Marcatori | 20’ (rig.) Gabriele 35’ Silenzi 70’ Polverino |

| Arbitro: | Rosica (Roma) |

|                     |           |  |
| Calonaci 16’ (rig.) | Marcatori |  |

| Arbitro: | Cesari (Genova) |

|                                    |           |                 |
| Cornacchia 42’ Gabriele 50’ (rig.) | Marcatori | 6’ M. Donatelli |

| Arbitro: | Tommasi (Pavia) |

|                 |           |  |
| Del Francia 63’ | Marcatori |  |

| Arbitro: | Fucci (Salerno) |

|                                      |           |  |
| Belardinelli 44’ (aut.) Gabriele 54’ | Marcatori |  |

| Arbitro: | Rossignoli (Firenze) |

|                  |           |  |
| Valori 5’ (rig.) | Marcatori |  |

| Arbitro: | Bazzoli (Merano) |

|             |           |  |
| Silenzi 47’ | Marcatori |  |

| La Spezia 13 novembre 1988 10ª giornata | Spezia                      | 0 – 0 | Reggiana | Stadio Alberto Picco\| Arbitro: \| Cinciripini (Ascoli Piceno) \| |
| Arbitro:                                | Cinciripini (Ascoli Piceno) |       |          |                                                                   |

| Arbitro: | Bellotti (Saronno) |

|                  |           |             |
| Silenzi 65’, 83’ | Marcatori | 75’ R. Gori |

| Arbitro: | Rivola (Roma) |

|               |           |                    |
| Mirabelli 27’ | Marcatori | 45’ S. De Agostini |

| Arbitro: | Morello (Ragusa) |

|                           |           |  |
| Silenzi 25’ D'Adderio 47’ | Marcatori |  |

| Arbitro: | Arena (Ercolano) |

|                            |           |  |
| Gabriele 69’ D'Adderio 71’ | Marcatori |  |

| Arbitro: | De Angelis (Civitavecchia) |

|              |           |  |
| Ferraris 86’ | Marcatori |  |

| Arbitro: | Cinciripini (Ascoli Piceno) |

|             |           |  |
| Ginelli 54’ | Marcatori |  |

| Arbitro: | Merlino (Torre del Greco) |

|            |           |  |
| Luzardi 8’ | Marcatori |  |

#### Girone di ritorno
| Reggio Emilia 15 gennaio 1989 18ª giornata | Reggiana            | 0 – 0 | Virescit Bergamo | Stadio Mirabello\| Arbitro: \| D'Ambrosio (Padova) \| |
| Arbitro:                                   | D'Ambrosio (Padova) |       |                  |                                                       |

| Montevarchi 22 gennaio 1989 19ª giornata | Montevarchi         | 0 – 0 | Reggiana | Stadio Gastone Brilli-Peri\| Arbitro: \| Bernardini (Rovigo) \| |
| Arbitro:                                 | Bernardini (Rovigo) |       |          |                                                                 |

| Arbitro: | Conocchiari (Macerata) |

|                              |           |              |
| Tosi 22’ (aut.) Gabriele 34’ | Marcatori | 82’ Palmieri |

| Arbitro: | Cesari (Genova) |

|             |           |             |
| Silenzi 39’ | Marcatori | 61’ Luperto |

| Lucca 19 febbraio 1989 22ª giornata | Lucchese        | 0 – 0 | Reggiana | Stadio Porta Elisa\| Arbitro: \| Bettin (Padova) \| |
| Arbitro:                            | Bettin (Padova) |       |          |                                                     |

| Arbitro: | Brignoccoli (Ancona) |

|                             |           |  |
| Gabriele 60’ (rig.) Ginelli | Marcatori |  |

| Arbitro: | Rosica (Roma) |

|  |           |                |
|  | Marcatori | 27’ Cornacchia |

| Arbitro: | Colbertaldo (Bassano del Grappa) |

|             |           |  |
| Zamuner 55’ | Marcatori |  |

| Arbitro: | Cesari (Genova) |

|  |           |             |
|  | Marcatori | 11’ Zamuner |

| Arbitro: | Merlino (Torre del Greco) |

|                              |           |  |
| Ginelli 14’ Silenzi 28’, 84’ | Marcatori |  |

| Tortona 16 aprile 1989 28ª giornata | Derthona        | 0 – 0 | Reggiana | Stadio Fausto Coppi\| Arbitro: \| Fucci (Salerno) \| |
| Arbitro:                            | Fucci (Salerno) |       |          |                                                      |

| Arbitro: | Cardona (Milano) |

|             |           |  |
| Silenzi 38’ | Marcatori |  |

| Mantova 30 aprile 1989 30ª giornata | Mantova       | 0 – 0 | Reggiana | Stadio Danilo Martelli\| Arbitro: \| Rosica (Roma) \| |
| Arbitro:                            | Rosica (Roma) |       |          |                                                       |

| Vicenza 14 maggio 1989 31ª giornata | Lanerossi Vicenza    | 0 – 0 | Reggiana | Stadio Romeo Menti\| Arbitro: \| Brignoccoli (Ancona) \| |
| Arbitro:                            | Brignoccoli (Ancona) |       |          |                                                          |

| Arbitro: | Cinciripini (Ascoli Piceno) |

|                                              |           |              |
| S. De Agostini 22’ D'Adderio 28’ Zamuner 64’ | Marcatori | 63’ Ferraris |

| Arbitro: | Arcangeli (Terni) |

|             |           |  |
| Bonaldi 18’ | Marcatori |  |

| Arbitro: | Merlino (Torre del Greco) |

|                          |           |  |
| D'Adderio 7’ Rabitti 56’ | Marcatori |  |

### Coppa Italia Serie C

#### Fase eliminatoria a gironi
| Carpi 21 agosto 1988 1ª giornata | Carpi               | 0 – 0 | Reggiana | Stadio Sandro Cabassi\| Arbitro: \| Scaramuzza (Mestre) \| |
| Arbitro:                         | Scaramuzza (Mestre) |       |          |                                                            |

| Arbitro: | Bettin (Padova) |

|                 |           |                                 |
| Tosi 76’ (rig.) | Marcatori | 64’ Zamuner 81’ (rig.) Gabriele |

| Arbitro: | Latuada (Legnano) |

|                                          |           |  |
| Rabitti 10’, 60’ Tacconi 67’ Silenzi 70’ | Marcatori |  |

| Arbitro: | Collina (Viareggio) |

|                         |           |  |
| Silenzi 23’ Ginelli 25’ | Marcatori |  |

| Arbitro: | D'Ambrosio (Padova) |

|                                |           |              |
| D'Adderio 18’ Silenzi 25’, 29’ | Marcatori | 21’ Palmieri |

| Arbitro: | Mangerini (Brescia) |

|                |           |             |
| Tavaglione 43’ | Marcatori | 61’ Rabitti |

#### Fase finale
| Pavia 5 gennaio 1989 Sedicesimi di finale - Andata | Pavia            | 0 – 0 | Reggiana | Stadio Comunale\| Arbitro: \| Cesari (Bologna) \| |
| Arbitro:                                           | Cesari (Bologna) |       |          |                                                   |

| Arbitro: | Forte (Marsala) |

|                               |           |  |
| Tedeschi 12’, 51’ Zamuner 83’ | Marcatori |  |

| Arbitro: | Lombardi (La Spezia) |

|             |           |                        |
| Silenzi 31’ | Marcatori | 87’ (aut.) G. Ferretti |

| Arbitro: | Cardona (Milano) |

|             |           |  |
| Picasso 49’ | Marcatori |  |